# Кайл Браун
Кайл Браун (англ. Kyle Brown, нар. 6 лютого 1987) — південноафриканський регбіст, бронзовий призер Олімпійських ігор 2016 року.

## Виступи на Олімпіадах
| Олімпіада           | Дисципліна | Місце |
| ------------------- | ---------- | ----- |
| Ріо-де-Жанейро 2016 | регбі-7    | 3     |

## Зовнішні посилання
- Кайл Браун — олімпійська статистика на сайті Sports-Reference.com (англ.) (архівна версія)